# فاسيلي بيريزوتسكي

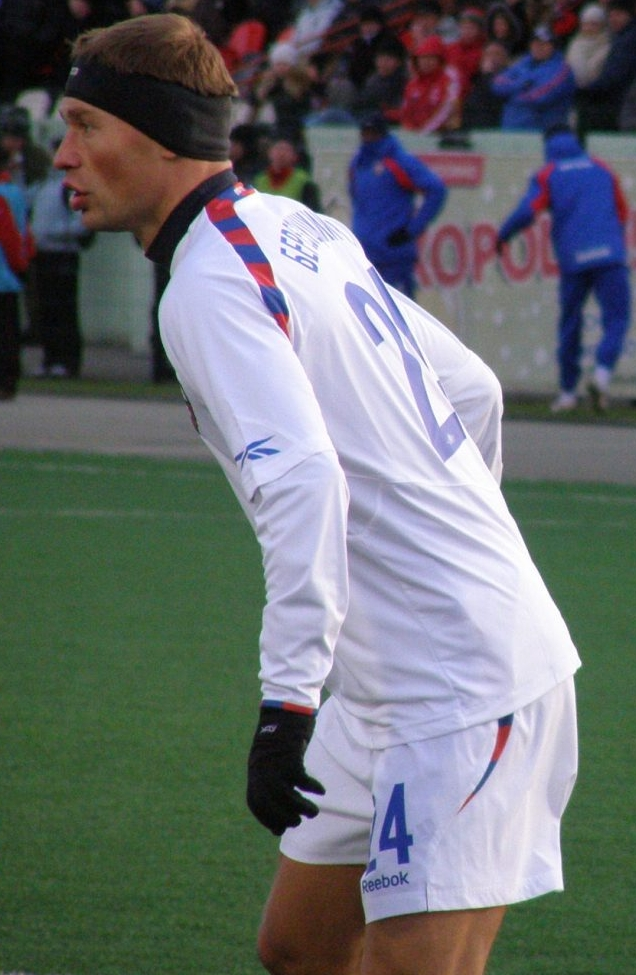
فاسيلي بيريزوتسكي

فاسيلي بريزيفتسكي (بالروسية: Василий Владимирович Березуцкий)‏ ، من مواليد 20 يونيو 1982 في موسكو في روسيا ، لاعب كرة قدم روسي.
يلعب مع نادي سيسكا موسكو منذ عام 2002.
بدأ باللعب مع منتخب روسيا لكرة القدم في عام 2003.

## روابط خارجية
- فاسيلي بيريزوتسكي على موقع الاتحاد الدولي (مؤرشف)  (الإنجليزية)
- فاسيلي بيريزوتسكي على موقع الاتحاد الأوربي (الإنجليزية)
- فاسيلي بيريزوتسكي على موقع قاعدة بيانات كرة القدم.إي يو (الإنجليزية)
- فاسيلي بيريزوتسكي على موقع ناشيونال فوتبول تيمز (الإنجليزية)
- فاسيلي بيريزوتسكي على موقع Soccerway.com (الإنجليزية)
- فاسيلي بيريزوتسكي على موقع كووورة
- فاسيلي بيريزوتسكي على موقع AS.com (الإسبانية)